# Бедихо
Бедихо (тадж. Бедиҳо) — сельский населённый пункт (тадж. деҳа) в Нурабадском районе Республики Таджикистан. Административно относится к сельской общине имени Иззатулло Халимова (бывший Яхак-Юст).
Расположен в Раштской долине, в долине реки Вахш. Расстояние от села до центра района (пгт Дарбанд) — 37 км, до центра общины (село Яхч) — 15 км.
Население — 397 человек (2017 г.), таджики.